# Elimia simplex
Elimia simplex är en snäckart som först beskrevs av Thomas Say 1825.  Elimia simplex ingår i släktet Elimia och familjen Pleuroceridae. IUCN kategoriserar arten globalt som livskraftig. Inga underarter finns listade i Catalogue of Life.